# Lakini
Jogini Lakini – imię hinduskiej bogini. Jest jedną z siedmiu energii żeńskich (śakti), odpowiedzialnych za przemianę materii.
W filozofii Jogi Lakini mieszka w mieście klejnotów (Manipura) w rajskiej krainie (Swarga – „siedziba światła”) często nazywanej Indraloka lub Swargaloka, znajdującej się na świętej górze Meru.
W medycynie niekonwencjonalnej (ajurweda) odpowiada za ogień trawienny, umiejscowiony w splocie słonecznym (Solar Plexus) po lewej stronie, natomiast wibracja pierwotnej energii w tym miejscu oczyszcza umysł ze spekulacji i pośredniczy w zmianie wibracji (lecząc wiele psychicznych zaburzeń).